# Pycnopsyche aglona
Pycnopsyche aglona är en nattsländeart som beskrevs av Ross 1941. Pycnopsyche aglona ingår i släktet Pycnopsyche och familjen husmasknattsländor. Inga underarter finns listade i Catalogue of Life.